# Bosse K. Pettersson
Bosse K. Pettersson, egentligen Bo Krister Pettersson, född 20 juli 1957, är en svensk kulturskribent med inriktning på jazz och film. 
Pettersson, som är bosatt i Hudiksvall, publicerade 1989 en roman, Bläckhornet …, på Rabén & Sjögren. Bläckhornet eller Poeten Bialystoks föga trovärdiga vittnesmål rörande vissa händelser som föregick födelsen av den andra republiken handlar om revolutionären och poeten Bialystok, som har en enda diktsamling bakom sig och nu, 30 år senare, försörjer sig på följetongsskrivande och dränker sorgerna på stamkrogen Bläckhornet med sin unge vän Keffer.